# Cedynia (gmina)
Cedynia est une gmina mixte du powiat de Gryfino, Poméranie-Occidentale, dans le nord-ouest de la Pologne, sur la frontière avec l'Allemagne. Son siège est la ville de Cedynia, qui se situe environ 45 km au sud-ouest de Gryfino et 65 km au sud-ouest de la capitale régionale Szczecin.
La gmina couvre une superficie de 180,38 km2 pour une population de 4 314 habitants en 2016.

## Géographie
Outre la ville de Cedynia, la gmina inclut les villages de Barcie, Bielinek, Czachów, Golice, Lubiechów Dolny, Lubiechów Górny, Łukowice, Markocin, Niesułów, Orzechów, Osinów Dolny, Parchnica, Piasecznik, Piasek, Radostów, Siekierki, Stara Rudnica, Stary Kostrzynek, Trzypole et Żelichów.
La gmina borde les gminy de Chojna, Mieszkowice et Moryń. Elle est également frontalière de l'Allemagne.